# Stone Lake, Wisconsin
Stone Lake là một thị trấn thuộc quận Washburn, tiểu bang Wisconsin, Hoa Kỳ. Năm 2010, dân số của thị trấn này là 491 người.